# Petitum
Petitum – zwykle pierwsza część wniosku pisanego w sprawie. W petitum wnioskodawca zwięźle podaje treść swego żądania, opisuje czego domaga się w piśmie. W następnej części pisma może wystąpić uzasadnienie wnoszonego żądania. Petitum jest pierwszą częścią pozwów sądowych, apelacji lub innych podobnych pism, zwłaszcza prawniczych.